# Comuna Păulești, Vrancea
Păulești este o comună în județul Vrancea, Moldova, România, formată din satele Hăulișca și Păulești (reședința).

## Etimologie
Numele comunei provine de la numele unuia dintre feciorii Babei Tudora Vrâncioaia, pe care îl chema Pavel. Acesta a format gospodării vrednice, și a alcătuit un sat cu numele lui, Păulești.

## Așezare
Comuna se află în zona montană din nord-vestul județului, pe malul drept al râului Putna. Este deservită de șoseaua județeană DJ205L, care o leagă spre nord de Tulnici (unde se termină în DN2D).

## Demografie
Componența etnică a comunei Păulești
     Români (98,29%)
     Alte etnii (0%)
     Necunoscută (1,71%)
Componența confesională a comunei Păulești
     Ortodocși (98,07%)
     Alte religii (1,93%)
Conform recensământului efectuat în 2021, populația comunei Păulești se ridică la 1.815 locuitori, în scădere față de recensământul anterior din 2011, când fuseseră înregistrați 1.834 de locuitori. Majoritatea locuitorilor sunt români (98,29%), iar pentru 1,71% nu se cunoaște apartenența etnică. Din punct de vedere confesional, majoritatea locuitorilor sunt ortodocși (98,07%).

## Politică și administrație
Comuna Păulești este administrată de un primar și un consiliu local compus din 11 consilieri. Primarul, Dănuț Soare[*], de la Partidul Social Democrat, este în funcție din octombrie 2020. Începând cu alegerile locale din 2024, consiliul local are următoarea componență pe partide politice:
|  | Partid                    | Consilieri | Componența Consiliului | Componența Consiliului | Componența Consiliului | Componența Consiliului | Componența Consiliului |
|  | ------------------------- | ---------- | ---------------------- | ---------------------- | ---------------------- | ---------------------- | ---------------------- |
|  | Partidul Social Democrat  | 5          |                        |                        |                        |                        |                        |
|  | Partidul Național Liberal | 3          |                        |                        |                        |                        |                        |
|  | Uniunea Salvați România   | 2          |                        |                        |                        |                        |                        |
|  | Forța Dreptei             | 1          |                        |                        |                        |                        |                        |

## Istorie
La sfârșitul secolului al XIX-lea, comuna făcea parte din plasa Vrancea a județului Putna și era formată din satele Coza, Hăulișca și Păulești, cu o populație de 1671 de locuitori ce trăiau în 402 case. În comună funcționau două biserici și o școală mixtă cu 29 de elevi. Anuarul Socec din 1925 consemnează comuna în aceeași alcătuire, în aceeași plasă, și cu o populație de 1920 de locuitori. Satul Coza a fost transferat în 1931 comunei Tulnici.
În 1950, a intrat în componența raionului Năruja din regiunea Putna, iar după doi ani în cea a raionului Focșani din regiunea Bârlad și apoi (după 1956) din regiunea Galați. În 1968, comuna a fost transferată la județul Vrancea, dar a fost imediat desființată, iar satele ei, incluse în conuna Tulnici. Comuna Păulești a fost reînființată în alcătuirea actuală în 2003.

## Monumente istorice

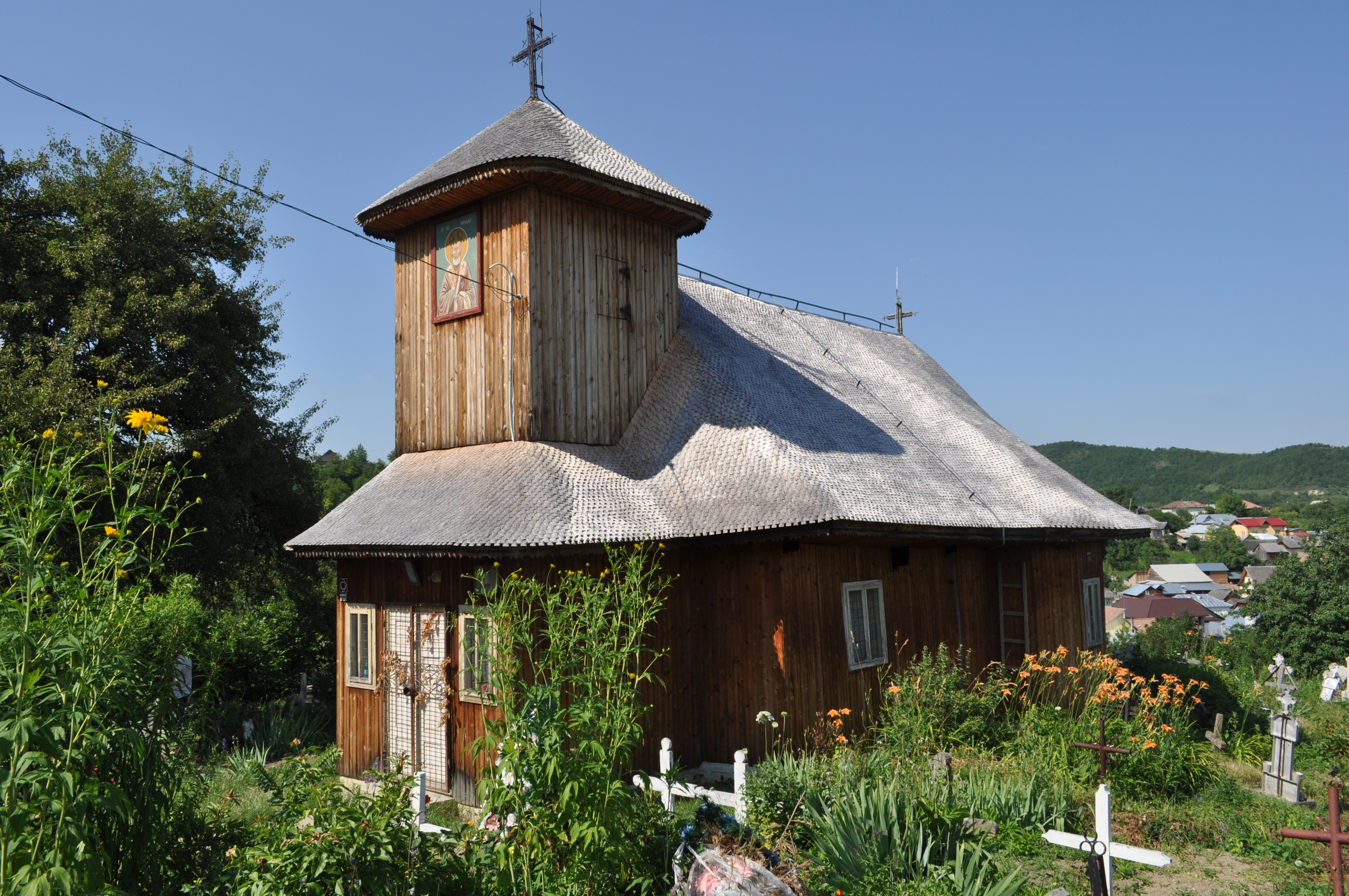
Biserica de lemn „Sfântul Nicolae” din satul Păulești, monument istoric de interes local din comuna Păulești

Trei obiective din comuna Păulești sunt incluse în lista monumentelor istorice din județul Vrancea ca monumente de interes local. Unul este clasificat ca monument de arhitectură — biserica de lemn „Sfântul Nicolae” din satul Păulești, construcție ce datează din 1791. Celelalte două sunt clasificate ca monumente memoriale sau funerare — troița eroilor din Primul Război Mondial din incinta bisericii din satul Hăulișca, ridicată în 1937; și monumentul eroilor din războiul de independență al României ridicat în incinta cimitirului bisericii „Sfânta Maria” din Păulești în anul 1927.

## Personalități născute aici
- Leopoldina Bălănuță (1934 - 1998), actriță

## Vezi și
- Biserica de lemn din Păulești
- Munții Vrancei (arie de protecție specială avifaunistică).
- Putna - Vrancea (sit de importanță comunitară)